# Leuctra alticola
Leuctra alticola är en bäcksländeart som beskrevs av Raymond Justin Marie Despax 1929. Leuctra alticola ingår i släktet Leuctra och familjen smalbäcksländor. Inga underarter finns listade i Catalogue of Life.